# Album (Quorthon)
Album è il primo album rock solista, pubblicato nel 1994, del polistrumentista Quorthon, fondatore della black metal/viking metal band Bathory.

## Tracce
1. No More and Never Again – 3:37
2. Oh No No – 6:00
3. Boy – 7:42
4. Major Snooze – 2:46
5. Too Little Much Too Late – 4:00
6. Crack in My Mirror – 6:42
7. Rain – 5:50
8. Feather – 5:50
9. Relief – 5:45
10. Head Over Heels – 6:03

## Formazione
- Quorthon - tutti gli strumenti